# Roger Gouzy
Pour les articles homonymes, voir Gouzy.
Roger Gouzy, né le 23 juillet 1905 à La Palme dans l'Aude et mort le 12 janvier 2016 à Narbonne, est un supercentenaire français.
Il est le doyen des Français du 18 janvier 2015 à sa mort.

## Biographie
Dans les années 1930, il est chauffeur de la marquise de Grave. Après la Seconde Guerre mondiale, il devient mécanicien de machines à coudre pour une usine de vêtements de Sète.
Il est pensionnaire de la maison de retraite de Pech Dalcy à Narbonne.
Il pratique le clairon.